# Laure Killing
Pour les articles homonymes, voir Killing.
Laure Killing est une actrice française née le 9 juin 1959 à Gennevilliers, et morte le 17 novembre 2019 à Paris 5e.

## Biographie
Laure Killing a évolué dans le monde de la publicité en travaillant avec Serge Gainsbourg, Helmut Newton et Jean-Pierre Jeunet. Elle a ensuite décroché des rôles secondaires dans plusieurs longs métrages internationaux comme Beyond Therapy, Nouvelle Vague ou Mes nuits sont plus belles que vos jours.
À la télévision on a pu la voir dans plusieurs programmes majeurs, de Largo Winch à Louis la Brocante en passant par Commissaire Valence, Le juge est une femme ou encore Paris enquêtes criminelles. Par la suite, elle a participé à Demain nous appartient sur TF1 et à Nina sur France 2.
Laure Killing meurt d'un cancer le 17 novembre 2019 dans le 5e arrondissement de Paris, à l'âge de 60 ans. Elle est inhumée avec son conjoint, l'écrivain Bernard Lenteric, au cimetière parisien de Bagneux.

## Filmographie

### Cinéma
- 1987 : Beyond Therapy de Robert Altman : Charlie
- 1987 : Saxo d'Ariel Zeitoun : Esther
- 1989 : L'Invité surprise de Georges Lautner : la prof
- 1989 : Mes nuits sont plus belles que vos jours d'Andrzej Zulawski : Inès
- 1990 : La Fille des collines de Robin Davis : Lisa
- 1990 : Faux et usage de faux de Laurent Heynemann : Sylvie
- 1990 : Nouvelle Vague de Jean-Luc Godard : Dorothy Parker
- 1991 : Écrans de sable de Randa Chahal Sabbag : Mariame
- 1992 : Après l'amour de Diane Kurys : Élisabeth
- 1994 : L'Ours en peluche de Jacques Deray : Christine
- 1995 : Jefferson à Paris de James Ivory : Une dame de la cour
- 1995 : Un héros ordinaire de Michele Placido : La femme de Novembre
- 2013 : Avant l'hiver de Philippe Claudel : Mathilde

### Télévision
- 1985 : Série noire de Maurice Dugowson (série TV) : Lisa
- 1988 : Carte de presse de Michel Favart (série TV) : Sophie von Hoffmanstal
- 1990 : La Porte d'or de Michel Vianey (téléfilm) : Sonia Winkler
- 1990 : Seul face au crime (téléfilm) : Anne
- 1990 : The Saint: The Big Bang (téléfilm) : Annette Grainville
- 1990 : V comme vengeance de Luc Béraud (série TV) : Christine
- 1990 : Coup de foudre de Claude Boissol (série TV) : Patricia
- 1991 : Un cane sciolto 2 de Giorgio Capitani : Anne
- 1992 : Moon and Son (série TV) : Cécile Coulmier
- 1993 : Spender d'Ian Knox, Suri Krishnamma et Matt Forrest (série TV) : Janet Thornton
- 1993 : L'Homme dans la nuit de Claude Boissol (téléfilm) : Hélène
- 1994 : Renseignements généraux de Boramy Tioulong (série TV) : Lauren Vauguyon
- 1996 : Une femme explosive de Jacques Deray (téléfilm) : Sonia
- 1996 : L'Amerloque de Jean-Claude Sussfeld (téléfilm) : Eléonore
- 1997 : Une femme en blanc d'Aline Issermann (téléfilm) : Delphine
- 1998 : Pour l'amour d'Elena de Maurice Frydland
- 1998 : The Violent Earth de Michael Offer (série TV)
- 1999 : Sherpa de Marc Angelo (série TV) : Camilla
- 2001 : Commissariat Bastille de  Jacques Malaterre (série TV) : Manuela Journy
- 2001 : Les Duettistes: Jeunes proies de Marc Angelo (téléfilm) : Madame Berger
- 2002 : Fabio Montale de José Pinheiro (série TV) : Angèle Aguila, dite 'Angie'
- 2002 : La mort est rousse de Christian Faure (téléfilm) : Katharina
- 2003 : La Maison des enfants d'Aline Issermann (série TV) : Delphine Roux
- 2003 : Louis la Brocante de Pierre Sisser (série TV) : Charlotte
- 2003 : Les Enquêtes d'Éloïse Rome de Vincent Monnet (série TV) : Marlène Stern
- 2003 : Le Dirlo: Lucie de Patrick Volson (téléfilm) : Claire
- 2003 et 2007 : Alice Nevers, le juge est une femme (série TV) : Fabienne / Céline Legris
- 2004 : Franck Keller de Stéphane Kappes (série TV) : Élise Monnet
- 2004-2005 : Commissaire Valence de Vincenzo Marano (série TV) : Procureure Marion Verbey
- 2005 : Dolmen de Nicole Jamet (série TV) : Armelle de Kersaint
- 2006 : Avec le temps de Marian Handwerker (téléfilm) : Virginie Lombart
- 2007 : Chez Maupassant de Jacques Rouffio (série TV) : Miss Harriet
- 2007-2009 : Paris, enquêtes criminelles de Jean-Teddy Filippe, Gérard Marx, Bertrand Van Effenterre et Gilles Béhat (série TV) : Procureure Fontana
- 2009 : L'Affaire Salengro d'Yves Boisset (téléfilm) : Thérèse Blum
- 2010 : Diane, femme flic (série TV) (épisode : Chambre froide) : Lucille Bonfils
- 2012 : RIS police scientifique (série TV) : Laure Danglart
- 2012 : La Chartreuse de Parme de Cinzia TH Torrini (téléfilm) : Clara Paolina
- 2014 : Section de recherches (série TV) : ndelle
- 2014 : La Loi de Christian Faure (téléfilm) : Françoise Giroud
- 2015 : On se retrouvera  de Joyce Buñuel (téléfilm) : Joëlle
- 2016 : L'Affaire de maître Lefort de Jacques Malaterre (téléfilm) : Christine Castelmaure Demange
- 2017-2018 : Demain nous appartient (série TV) : Élisabeth Vallorta (épisodes 2 à 80 & 167 à 175)
- 2019 : Nina (série TV) : France